# هیوم ۷۰۰۹
سیارک ۷۰۰۹ (به انگلیسی: 7009 Hume، نامگذاری:1987QU1) هفت هزار و نهمین سیارک کشف شده‌است که در ۲۱ اوت ۱۹۸۷ کشف شد.
قدر مطلق سیارک برابر ۱۵٫۰۰ است.